# HD177003
HD177003 — хімічно пекулярна зоря спектрального класу B3, що має видиму зоряну величину в смузі V приблизно  5,4.
Вона  розташована на відстані близько 623,6 світлових років від Сонця.

## Пекулярний хімічний склад
Зоряна атмосфера HD177003 має підвищений вміст 
He
.

## Магнітне поле
Спектр даної зорі вказує на наявність магнітного поля у її зоряній атмосфері.
Напруженість повздовжної компоненти поля оціненої з аналізу
крил ліній Бальмера
становить  233,5± 230,9 Гаус.